# Bya (Liesborn)
Bya war eine Äbtissin im Kloster Liesborn.

## Leben
Über das Leben dieser Liesborner Äbtissin ist nur wenig bekannt. Nach dem Chronisten Bernhard Witte soll sie dem Kloster ein Bildnis der heiligen Maria und des heiligen Simeon sowie eine Reliquientruhe (iconem sanctae Mariae ac sancti Symeonis, scrineum quoque reliquiarum) verschafft haben. Ihre Memorie fällt auf den 11. März.